# Iglesia de Santa Maria Formosa
Santa María Formosa es una iglesia de Venecia (Véneto, Italia). Fue erigida en 1492 con diseño del arquitecto renacentista Mauro Codussi. Queda en el lugar de una iglesia anterior que databa del siglo VII que, según la tradición, fue una de las ocho fundadas por San Magno, obispo de Oderzo. El nombre formosa se refiere a la aparición de la Virgen disfraza de mujer a la moda.

## Arquitectura exterior
La planta es de cruz latina, con una nave central y dos laterales. Las dos fachadas fueron encargadas en 1542, la de estilo renacentista da al canal, y en 1604, la barroca que da a la plaza cercana (Campo Santa Maria Formosa).
La cúpula de la iglesia quedó destruida en un terremoto en 1688, pero se reconstruyó.

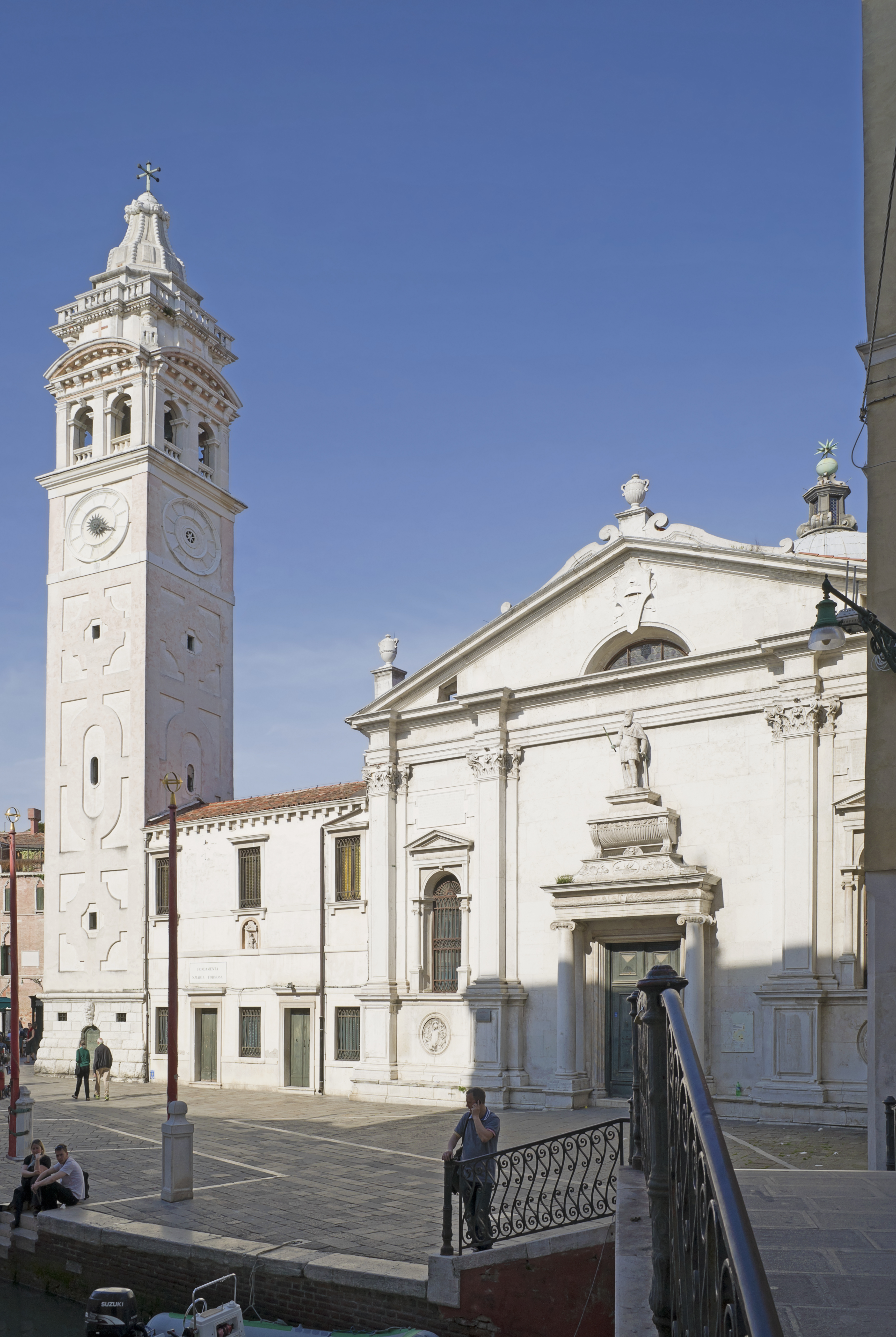
Fachada del oeste.
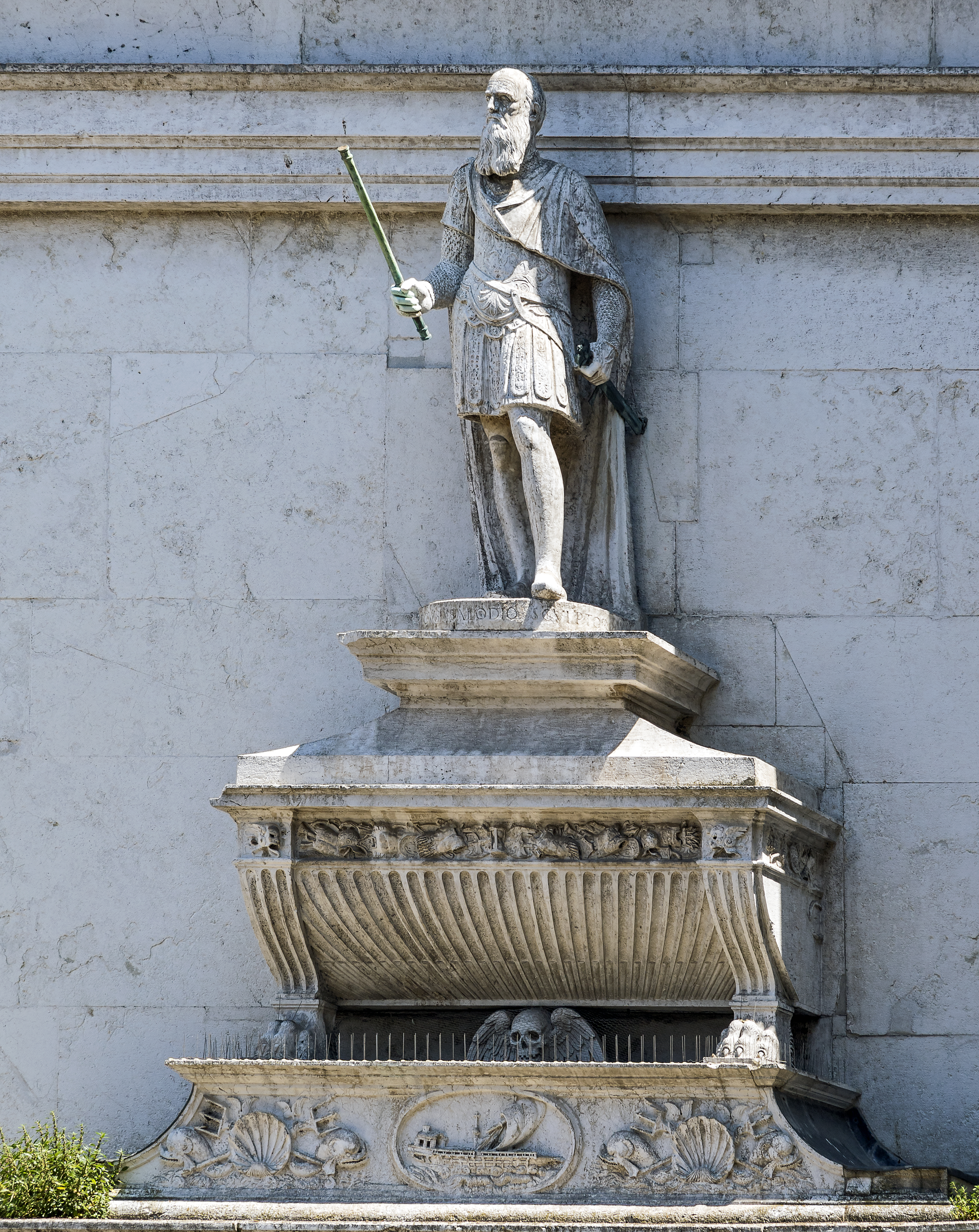
Monumento de Vincenzo Cappello.
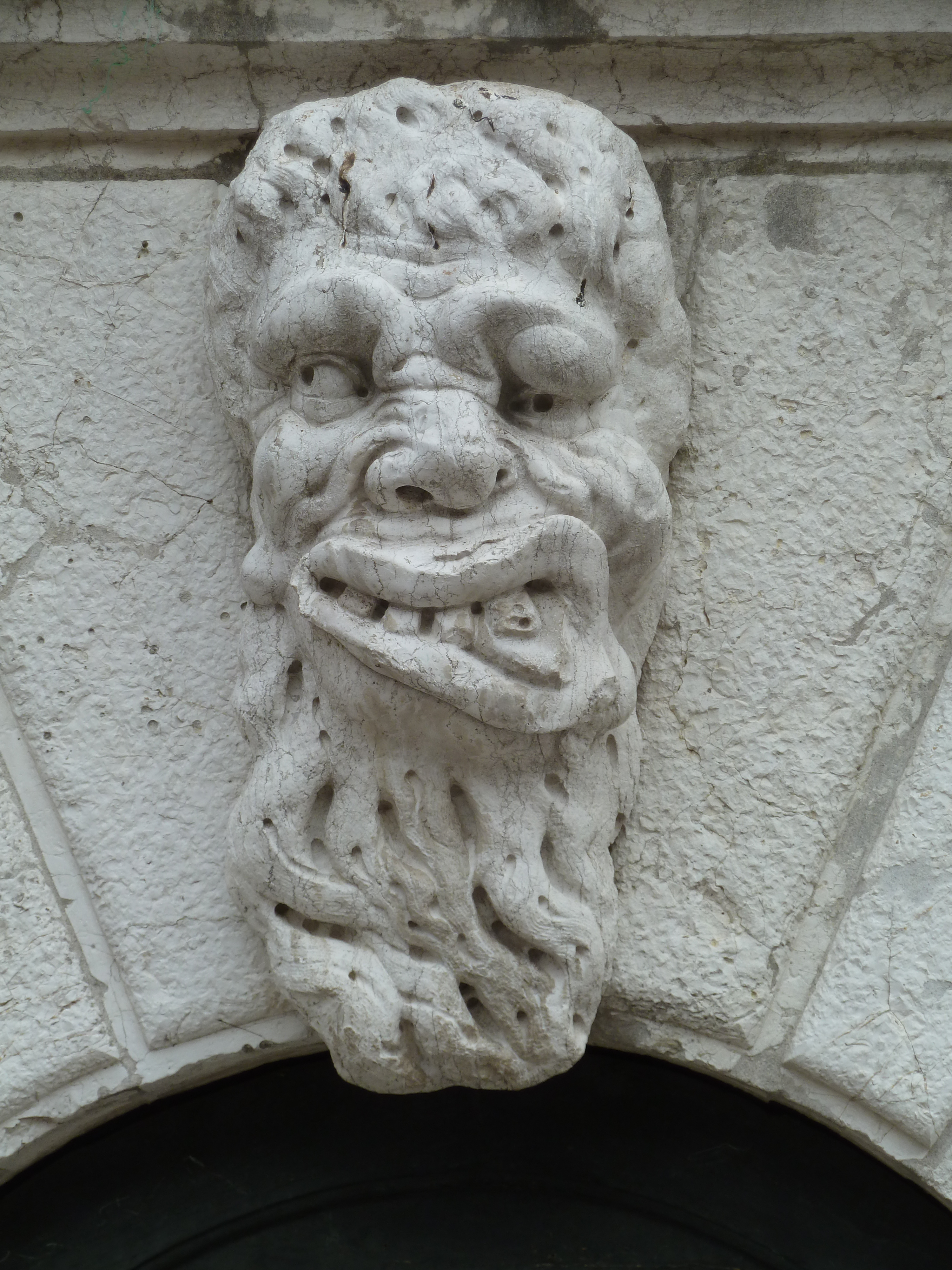
Mascherone.

## Interior
Entre las obras de arte del interior hay un políptico dedicado a Santa Bárbara obra de Palma el Viejo, una de sus obras más aplaudidas. La capilla de la Concepción alberga un tríptico de la Virgen de la Misericordia de Bartolomeo Vivarini (1473), mientras que en el Oratorio está la Virgen con Niño y Santo Domingo por Giambattista Tiepolo (siglo XVIII). Hay también una Última Cena de Leandro Bassano.

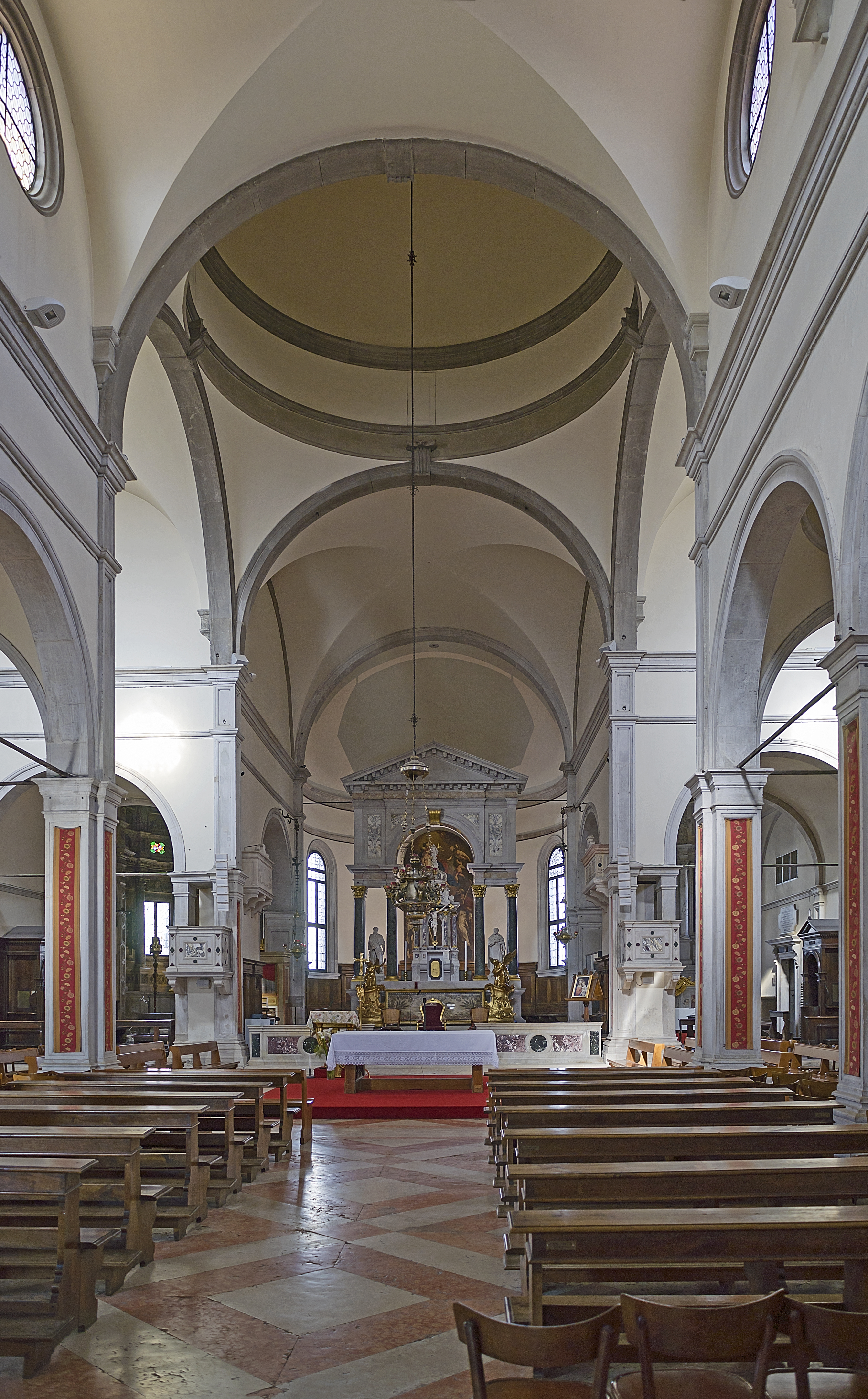
El altar.
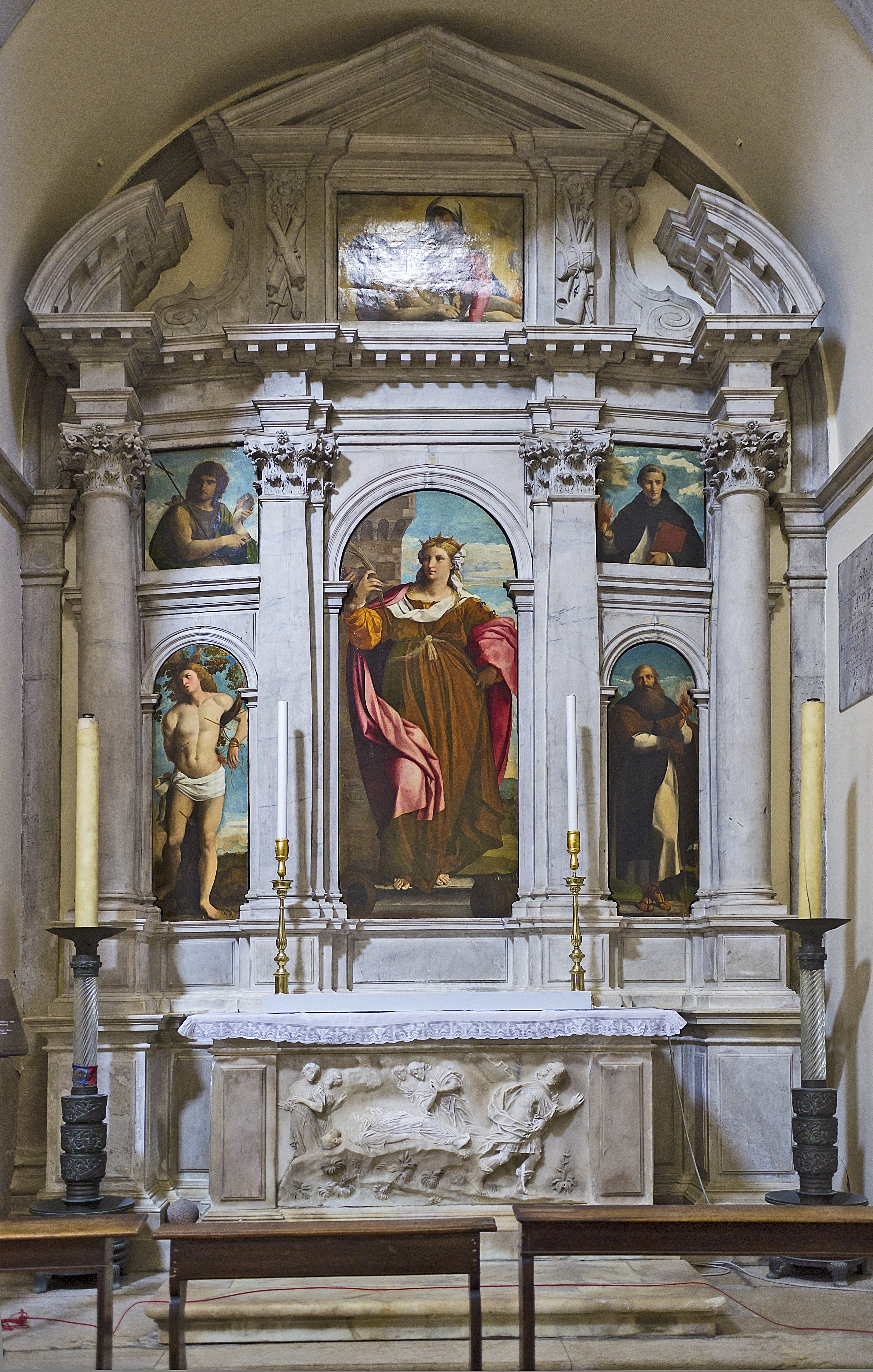
Políptico dedicado a Santa Bárbara, obra de Palma el Viejo.
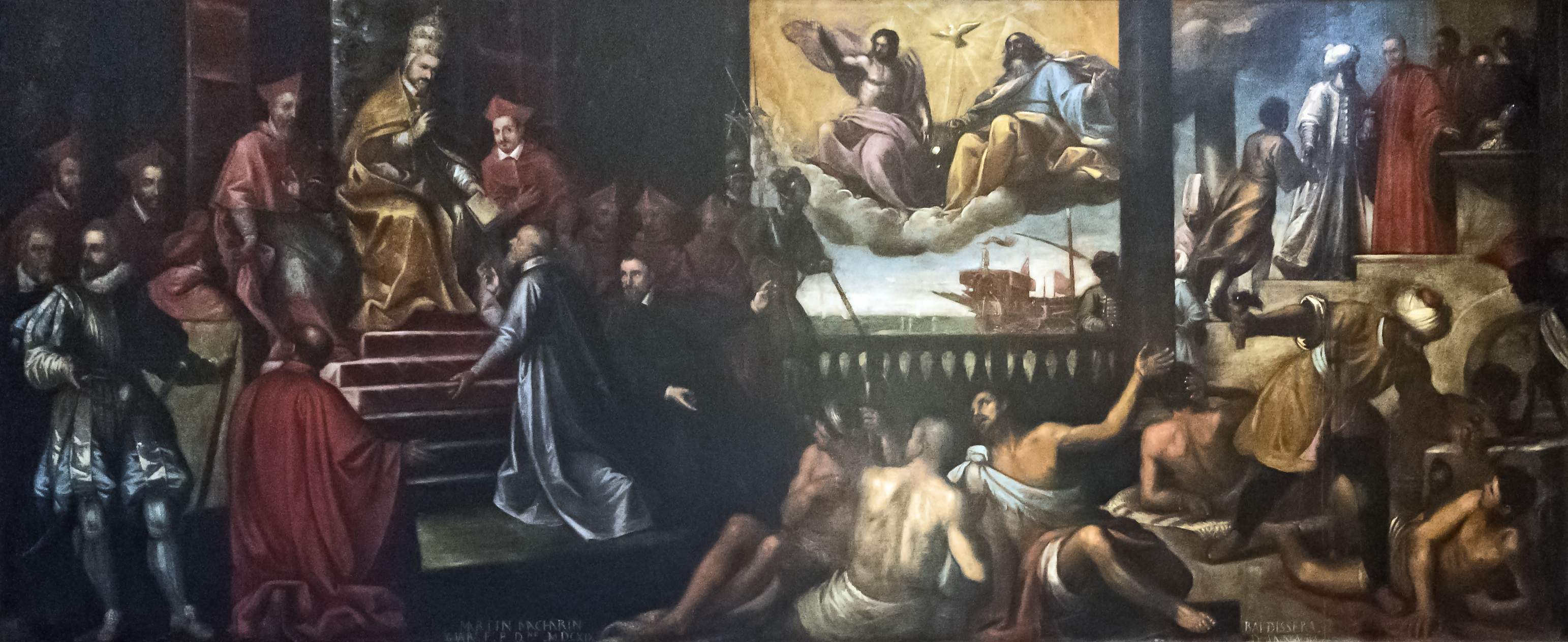
Aprobación de la Orden de la Santísima Trinidad, por Baldassarre de Anna.